# Hafrsfjord

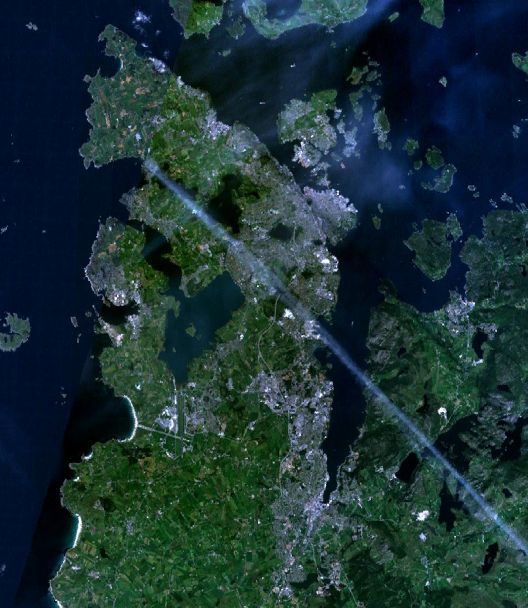
Satellitbild som visar Hafrsfjord (till vänster) och Gandsfjord (till höger).

Hafrsfjord är en fjord i Rogaland fylke i västra Norge. Det är också ett delområde i stadsdelen Madla i Stavangers kommun.
Här ska slaget i Hafrsfjorden ha utkämpats år 872.

## Fjorden
Hafrsfjorden avgränsas av Tananger, Sola och Madla.

## Området
Delområdets yta är 5,78 km² och invånarantalet var 4003 personer (2005).